# NET 2012
NET 2012 (абревіатура нім. Niederflur-Elektrotriebwagen 2012 — низькопідлоговий електричний вагон 2012) — легкорейковий вагон серії Vossloh Citylink, виготовлений компанією Vossloh для Verkehrsbetriebe Karlsruhe (VBK). 
Вагони були розроблені для  штадтбану Карлсруе і курсують мережею з 18 жовтня 2014 р. 

Використовуються VBK і Albtal-Verkehrs-Gesellschaft.

## Опис
NET 2012 — восьмивісні трисекційні зчленовані вагони типу Citylink довжиною 37,2 м, шириною 2,65 м та висотою 3,655 м виробництва Vossloh. 

Середня секція працює на двох візках, дві кінцеві секції спираються на середню частину та ведучий візок кожна. Чотири трифазних тягових двигуна виробляють по 125 кіловат кожен. 
Отвори п’яти 

дверей мають ширину 1,3 м 

і 2,1 м заввишки. 

З висотою входу 34 см над верхнім краєм рейок і з підлогою, яка піднята лише на кілька сантиметрів над зовнішніми візками, транспортні засоби мають коефіцієнт низької підлоги 80 %. 
Вагони оснащені муфтами Шарфенберга з контактними кріпленнями і тому можуть бути з'єднані в кілька одиниць. 
Вагони мають поздовжню жорсткість 800 кН. 

### Інтер'єр
Вагони мають 82 повнорозмірних місця в купе 2+2 і додатково 25 відкидних місць в трьох багатоцільових зонах. 
Крім того, є 151 стояче місце, коли відкидні сидіння не використовуються. 
Вагони повністю кондиціоновані. 
У середині кожного секції, подібно до ET 2010, є два монітори, спрямовані назад, і два монітори, спрямовані вперед. Вони служать для надання інформації пасажирам і показують наступну зупинку, маршрут або сполучення. 
Весь салон вагону контролюється камерами.

## Ліврея та дизайн
Ліврея NET 2012 відповідає поточній колірній концепції VBK. 
Транспортні засоби пофарбовані в три кольори: кузов — жовто-жоржинового кольору з сигнальним червоним фартухом і чорною смугою на вікнах. 
Після ET 2010 NET 2012 буде другим поколінням трамваїв у цій новій колірній концепції, представленій у 2010 році. 
Ліврею розроблено відповідно до корпоративного дизайну Karlsruher Verkehrsverbund (KVV).

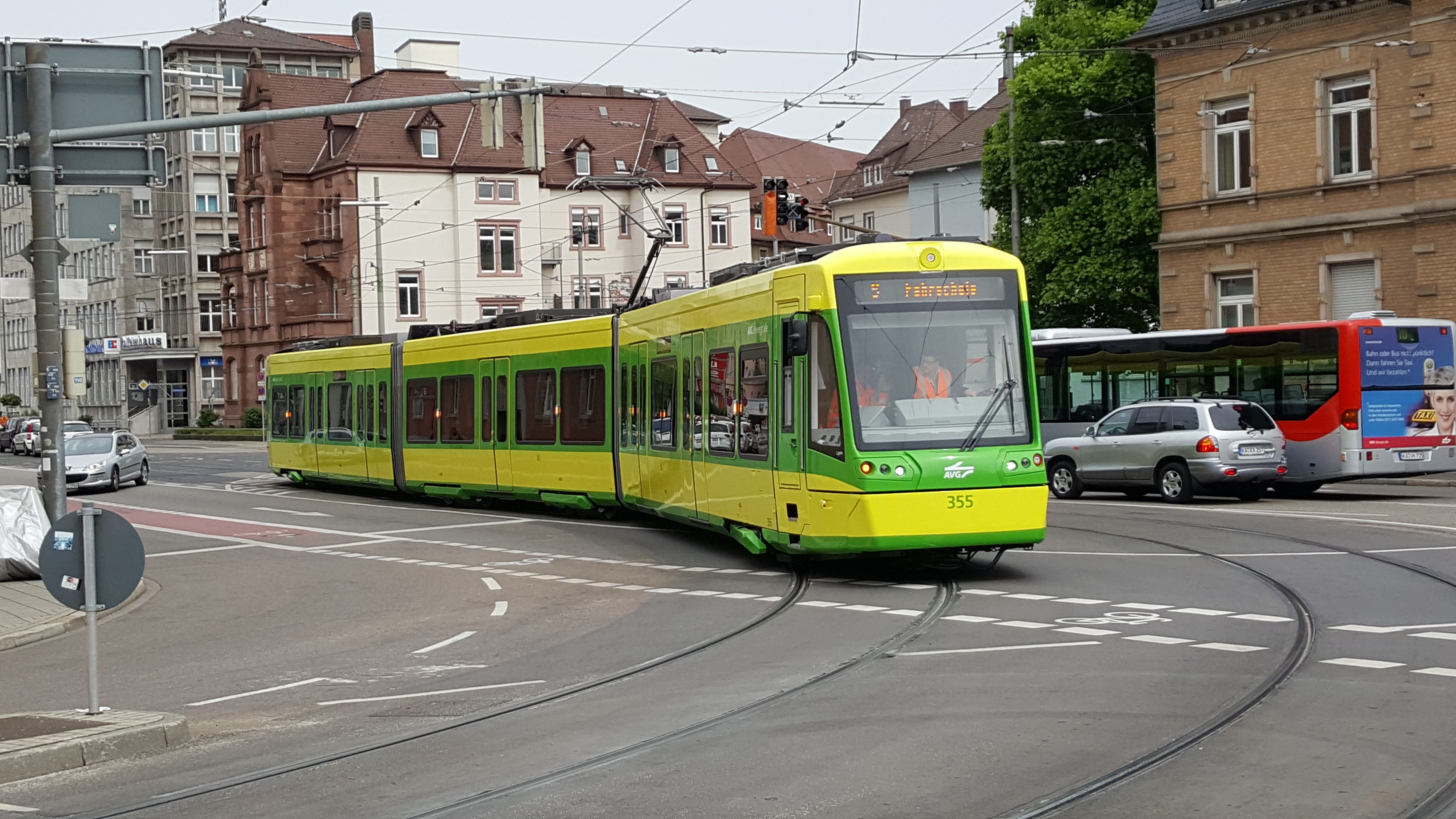
Ювілейний вагон 355 на розі Еттлінгер-штрассе та Постштрассе

## Застосування
Після доставки та затвердження нові трамваї використовуються на всіх лініях центральної частини міста. 
З червня 2018 року вагони в мережі VBK в основному курсують лише на трамвайних лініях 2, 3 і 4. 
З 19 липня 2017 року трамваї також курсують лініями S1 і S11 
, 
а з грудня 2021 року — на новій лінії S12.